# Mary Webb
Mary Webb (anglès: Mary Gladys Webb)  (Shropshire, 25 de març de 1881 - St Leonards-on-Sea, 8 d'octubre de 1927) va ser una novel·lista i poetessa romàntica anglesa. Destaca per les seves obres situades en entorns rurals de Shropshire, amb elaborades descripcions i històries de caràcter autobiogràfic.
Entre les seves obres destaquen The Golden Arrow (1916), Gone to Earth (1917), The House in Dormer Forest (1920), Seven for a Secret (1922) i Precious Bane (1924). Les seves obres han estat adaptades al cinema en diverses ocasions, entre elles el film Gone to Earth (1951) de Michael Powell i Emeric Pressburger.